# S/2003 (508788) 1
S/2003 (508788) 1 é o componente secundário do objeto transnetuniano denominado (508788) 2000 CQ114.

## Descoberta
Esse objeto foi descoberto em 6 de junho de 2003 pelos astrônomos D. C. Stephens, K. S. Noll e W. Grundy por meio do telescópio espacial Hubble. Sua descoberta foi anunciada em 16 de fevereiro de 2004.

## Características físicas e orbitais
Ele tem cerca de 78 km de diâmetro e orbita (508788) 2000 CQ114 a uma distância média de 6930 ± 40 km.